# Домброва (Млавський повіт)
Домброва (пол. Dąbrowa) — село в Польщі, у гміні Стшеґово Млавського повіту Мазовецького воєводства.
Населення — 357 осіб (2011).
У 1975-1998 роках село належало до Цехановського воєводства.

## Демографія
Демографічна структура станом на 31 березня 2011 року:
|          | Загалом | Допрацездатний вік | Працездатний вік | Постпрацездатний вік |
| -------- | ------- | ------------------ | ---------------- | -------------------- |
| Чоловіки | 181     | 36                 | 121              | 24                   |
| Жінки    | 176     | 26                 | 107              | 43                   |
| Разом    | 357     | 62                 | 228              | 67                   |